# Rick Dekker
Rick Dekker (Lekkerkerk, 15 marzo 1995) è un calciatore olandese, centrocampista del DVS '33.

## Caratteristiche tecniche
È un mediano.

## Carriera
È cresciuto nelle giovanili del Feyenoord.
Nel 2014 è stato acquistato dal PEC Zwolle, con cui ha esordito il 5 ottobre 2014 in un match pareggiato 0-0 contro l'Ajax.

## Statistiche

### Presenze e reti nei club
Statistiche aggiornate al 16 gennaio 2018.
| Stagione        | Squadra         | Campionato      | Campionato | Campionato | Coppe nazionali | Coppe nazionali | Coppe nazionali | Coppe continentali | Coppe continentali | Coppe continentali | Altre coppe | Altre coppe | Altre coppe | Totale | Totale | Totale |
| Stagione        | Squadra         | Comp            | Pres       | Reti       | Comp            | Pres            | Reti            | Comp               | Pres               | Reti               | Comp        | Pres        | Reti        | Pres   | Reti   |        |
| --------------- | --------------- | --------------- | ---------- | ---------- | --------------- | --------------- | --------------- | ------------------ | ------------------ | ------------------ | ----------- | ----------- | ----------- | ------ | ------ | ------ |
| 2014-2015       | PEC Zwolle      | ERE             | 4          | 0          | CO              | 0               | 0               |                    | -                  | -                  | SO          | 0           | 0           | 4      | 0      |        |
| 2015-2016       | PEC Zwolle      | ERE             | 27         | 1          | CO              | 1               | 0               |                    | -                  | -                  |             | -           | -           | 28     | 1      |        |
| 2016-2017       | PEC Zwolle      | ERE             | 0          | 0          | CO              | 0               | 0               |                    | -                  | -                  |             | -           | -           | 0      | 0      |        |
| 2017-2018       | PEC Zwolle      | ERE             | 14         | 0          | CO              | 2               | 0               |                    | -                  | -                  |             | -           | -           | 16     | 0      |        |
| Totale Carriera | Totale Carriera | Totale Carriera | 45         | 1          |                 | 3               | 0               |                    | -                  | -                  |             | -           | -           | 48     | 1      |        |

## Palmarès

### Club

#### Competizioni nazionali
- Supercoppa dei Paesi Bassi: 1

PEC Zwolle: 2014